# Sten
För andra betydelser, se Sten (olika betydelser).

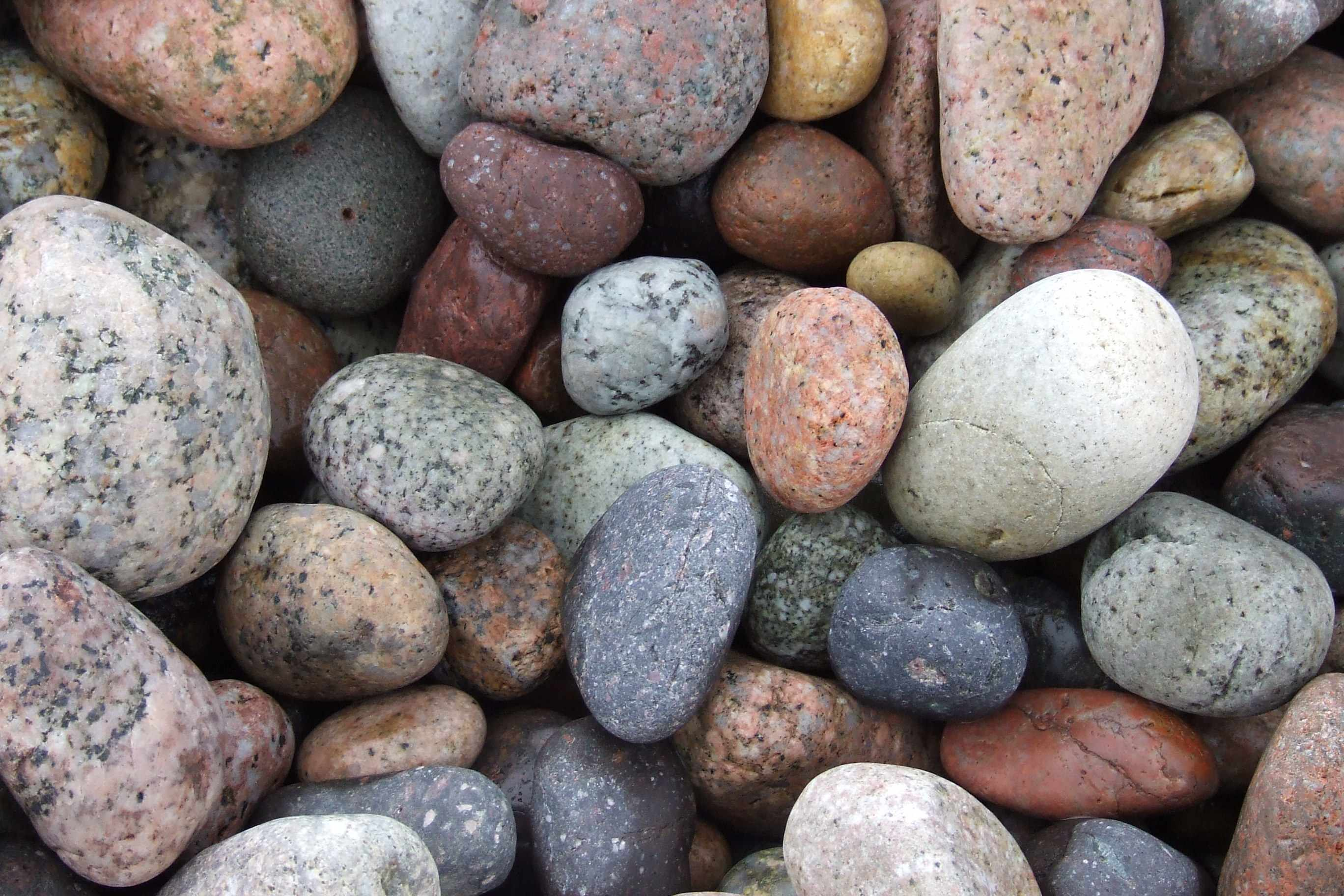
Stenar i olika storlekar och färger.

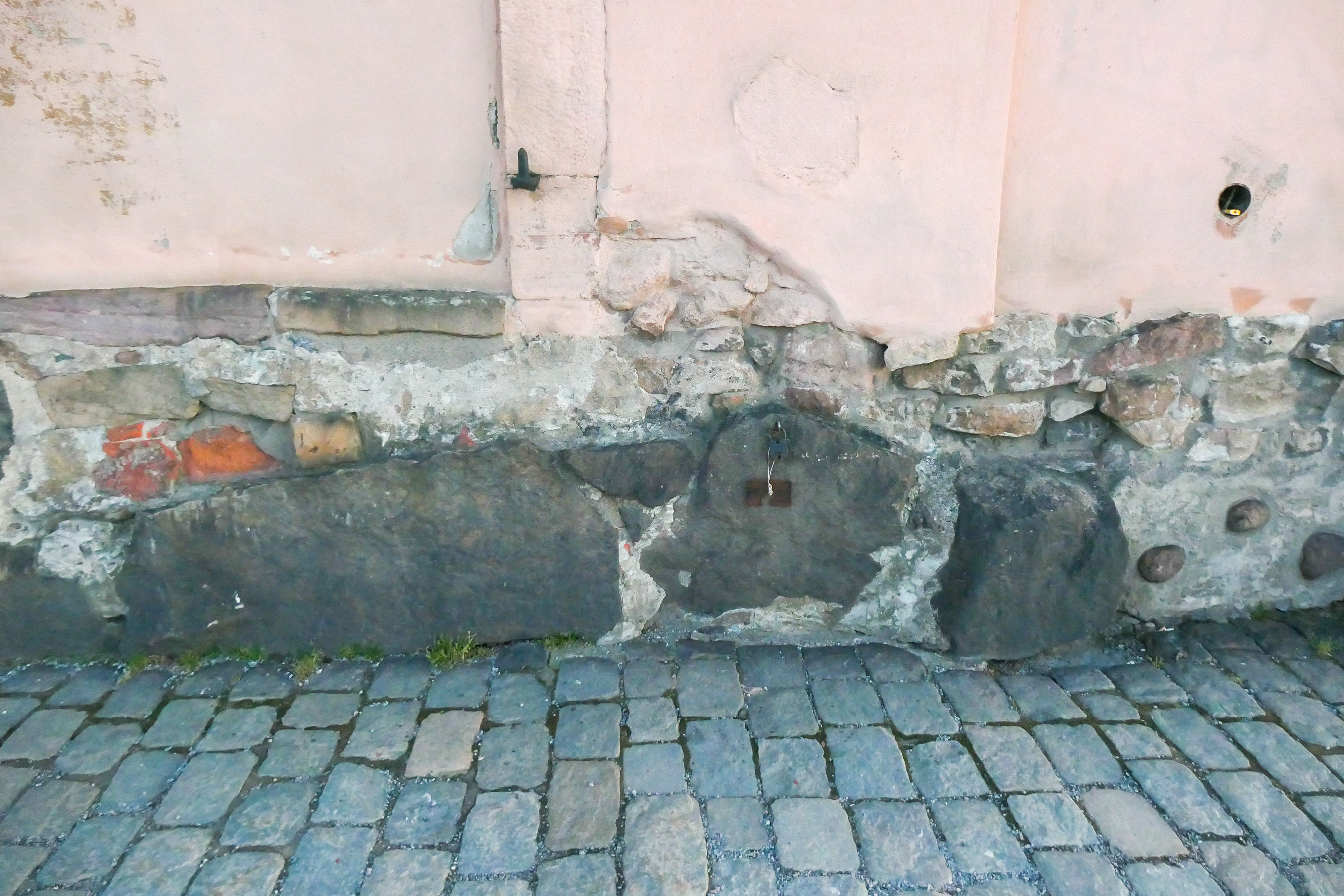
Husgrunden till Överkommissariens hus i Stockholm utgörs av stenar, grova granitblock och kalk- och sandstensdelar från äldre byggnader. Trottoaren består av huggen gatsten.

Sten är en partikel av en bergart i många olika storlekar. Den är mindre än ett block och större än grus. Sten är eller har varit definierad med en kornstorlek av 20 till 630 millimeter. Efter 2004 definieras sten enligt SS-EN ISO 14688-1 (2002) och har en storlek mellan 63 och 200 millimeter. Innan SS-EN ISO 14688-1 (2002) fanns grovsten med en storlek av 200–630 millimeter och mellansten 63–200 millimeter.
Natursten grupperas efter egenskaper som bygg- och läggningsmaterial.
När natursten används för bygg- och anläggningsändamål, måste den betraktas och bedömas som just ett bygg- eller anläggningsmaterial. Det är egenskaperna som är viktiga, bildningssättet, bergartsbildningen, är av sekundär betydelse. Detta sammanfaller inte alltid med ett renodlat geologiskt synsätt.
Natursten är inget entydigt begrepp. En lämplig första indelning är stengrupper där natursten med avgörande tekniska egenskaper sammanförs, varje stengrupp delas upp i stentyper som har gemensamma egenskaper som bestäms av ingående huvudmineral och i viss mån efter bildningssättet (bergartsbildningen). Inom varje stentyp finns olika stensorter, som ofta benämns efter brytningsorten. Denna uppdelning är lämplig för stenindustrin, men avviker från den strikt geologiska.